# セーヌ＝エ＝マルヌ県
セーヌ＝エ＝マルヌ県（セーヌ＝エ＝マルヌけん、Seine-et-Marne）は、フランスのイル・ド・フランス地域圏の県である。名称は、セーヌ川とマルヌ川に由来する。

## 歴史
フランス革命時代の1790年3月4日、かつてのイル＝ド＝フランス州の一部、シャンパーニュの一部、ほんのわずかにオルレアネーの一部がひとつになって生まれた県である。

セーヌ＝エ＝マルヌを1790年以前の分類で色分けした図 : シャンパーニュ, イル＝ド＝フランス、オルレアネー

## 地理
セーヌ＝エ＝マルヌはかつてのイル＝ド＝フランスの東半分を占める。県は10の県と境界を接している。ヴァル＝ドワーズ県、セーヌ＝サン＝ドニ県、ヴァル＝ド＝マルヌ県、エソンヌ県、ロワレ県、ヨンヌ県、オーブ県、マルヌ県、エーヌ県、オワーズ県である。
県は、ブリーとガティネを含む自然区分上の地方を含む。最も標高が高いのはサン・ジョルジュ山（215m）である。

## 経済
335,000ヘクタールまたは県面積の56%が農業用地で、セーヌ＝エ＝マルヌは都市化した他の県では論理的に存在しなくなっている農業部門の比重が高いことで、イル＝ド＝フランス内で特筆される存在である。ほぼ2800の農場（平均面積は120ヘクタール）で約48000人の従業員が雇用されている。穀類（65%）だけでなく、食用油脂作物（12%）、テンサイ（7%）が主な作物である。
産業分野、特にガラス製造業、食品製造、化学工業、印刷や新聞出版業では約50000人以上が雇用されている。ムランにあるスネクマの研究センターでは約4000人が雇用されている。スネクマは県最大の工業ユニットである。しかし、県はその地理的状況によって、重要な物流及び輸送業がある（TGVのネットワーク上にあり、マルヌ＝ラ＝ヴァレに接続され、シャルル・ド・ゴール空港付近ではいくつかの高速道路が近くを通過する）。この分野は23000人近い従業員を雇用している。これは県の給与所得者の7%以上ということになる。

## 人口統計
もともと農村県として始まったため、セーヌ＝エ＝マルヌ県の人口は半世紀で3倍になった。これはパリ都市圏の拡大、新都市マルヌ＝ラ＝ヴァレおよびセナールの設置のおかげである。県南部と東部はいまも比較的農村である。しかし西部の県境付近、シェルやマルヌ＝ラ＝ヴァレのニュータウンは高度に都市化されており、現在パリ都市圏の一部である。
人口移動の減少で鈍化しているものの、セーヌ＝エ＝マルヌは一貫して人口において最も躍動的なフランスの県である。
2011年時点で人口が3万人を越えているコミューンは、シェル（52,817人）、モー（52,225人）、ムラン（39,497人）、そしてポントー＝コンボー（36,458人）である。
| 1801年    | 1831年    | 1841年  | 1851年  | 1856年  | 1861年    | 1866年    |
| --------- | --------- | ------- | ------- | ------- | --------- | --------- |
| 299.160   | 323.893   | 333.311 | 345.076 | 341.382 | 352.312   | 354.400   |
| 1872年    | 1876年    | 1881年  | 1886年  | 1891年  | 1896年    | 1901年    |
| 341.490   | 347.323   | 348.991 | 355.136 | 356.747 | 359.044   | 358.325   |
| 1906年    | 1911年    | 1921年  | 1926年  | 1931年  | 1936年    | 1946年    |
| 361.939   | 363.561   | 349.234 | 380.017 | 406.108 | 409.311   | 407.137   |
| 1954年    | 1962年    | 1968年  | 1975年  | 1982年  | 1990年    | 1999年    |
| 453.438   | 524.486   | 604.340 | 755.762 | 887.112 | 1.078.166 | 1.197.673 |
| 2006年    | 2011年    |         |         |         |           |           |
| 1.273.488 | 1.338.427 |         |         |         |           |           |

## ギャラリー

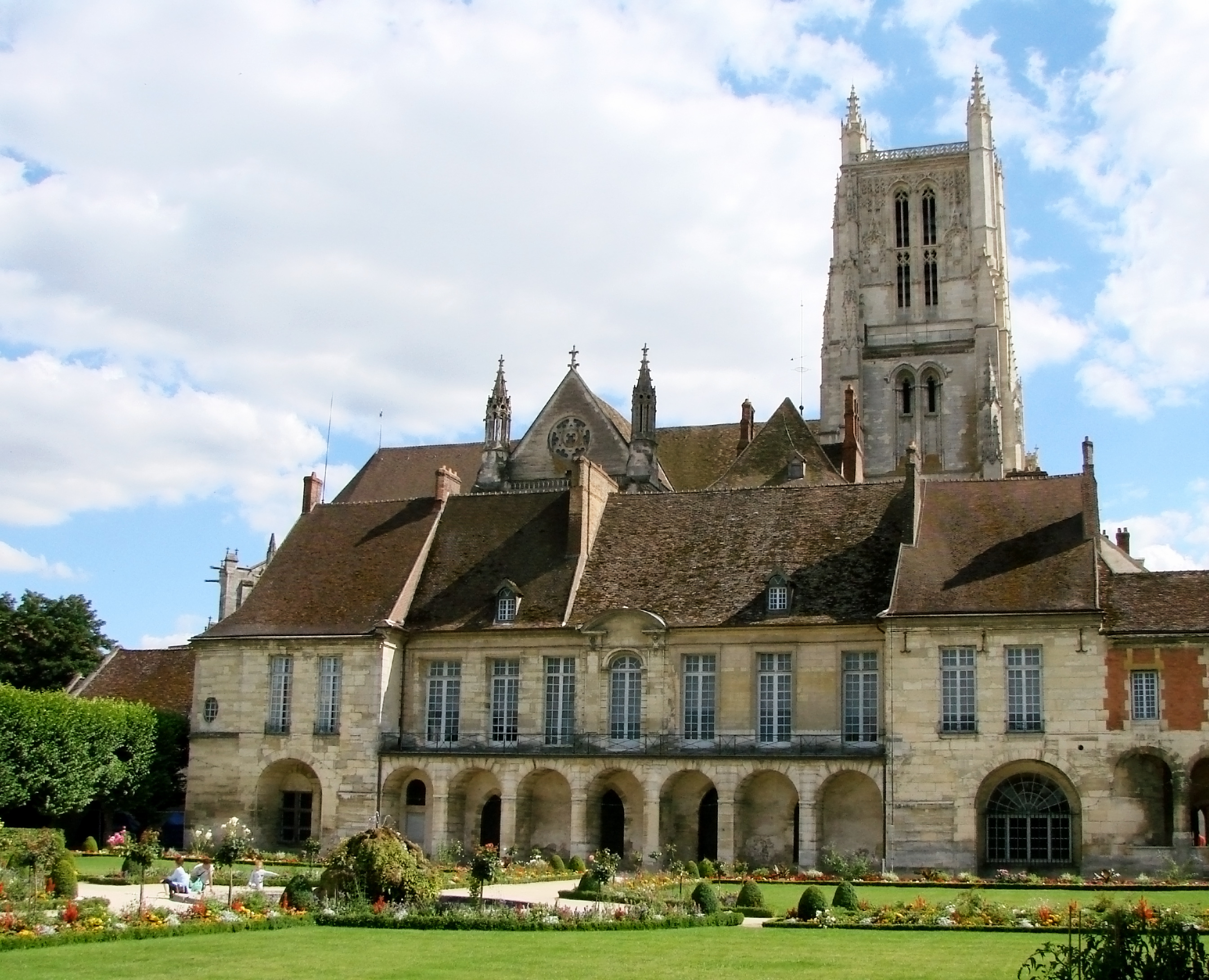
モー大聖堂
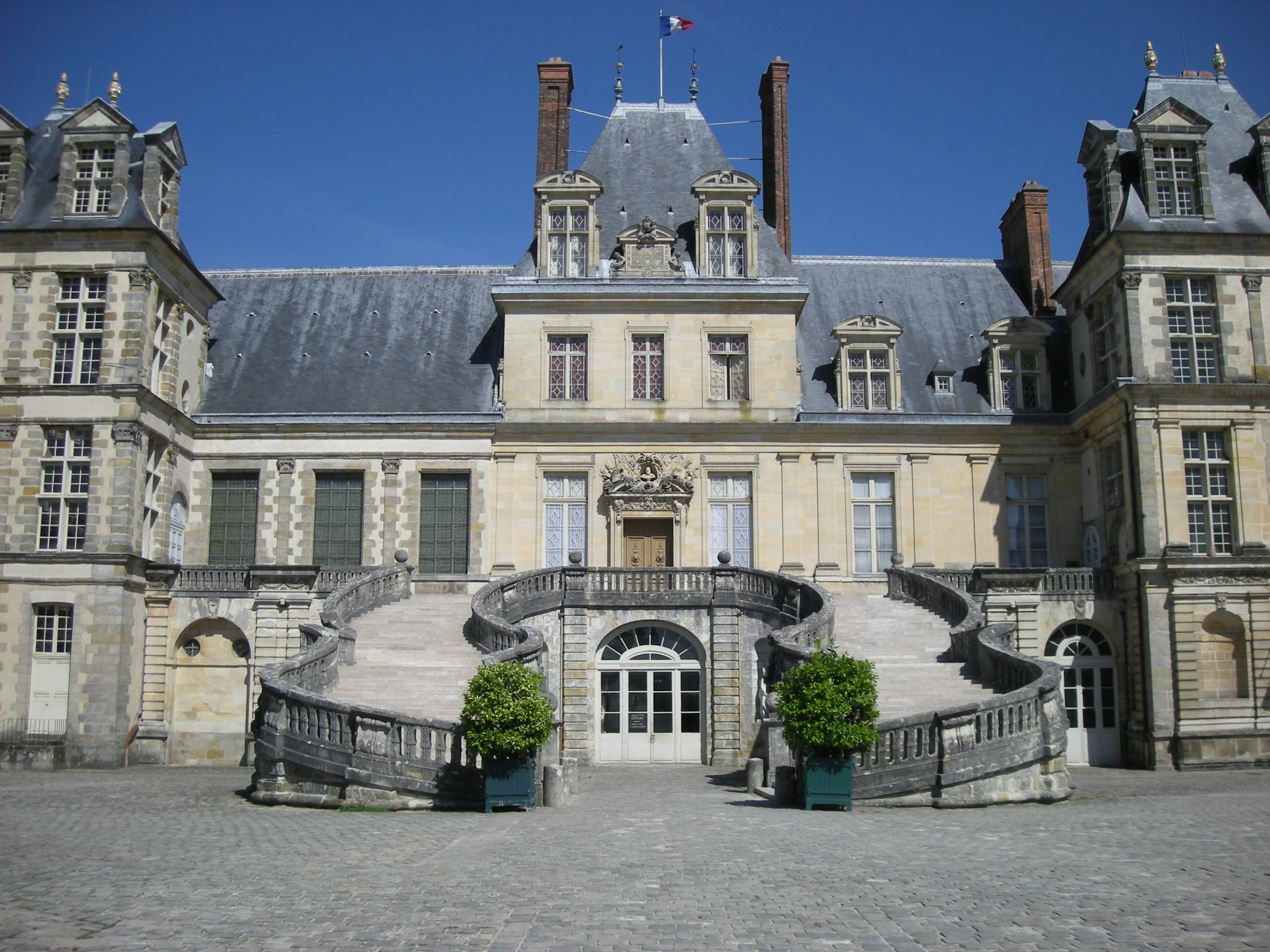
フォンテーヌブロー城
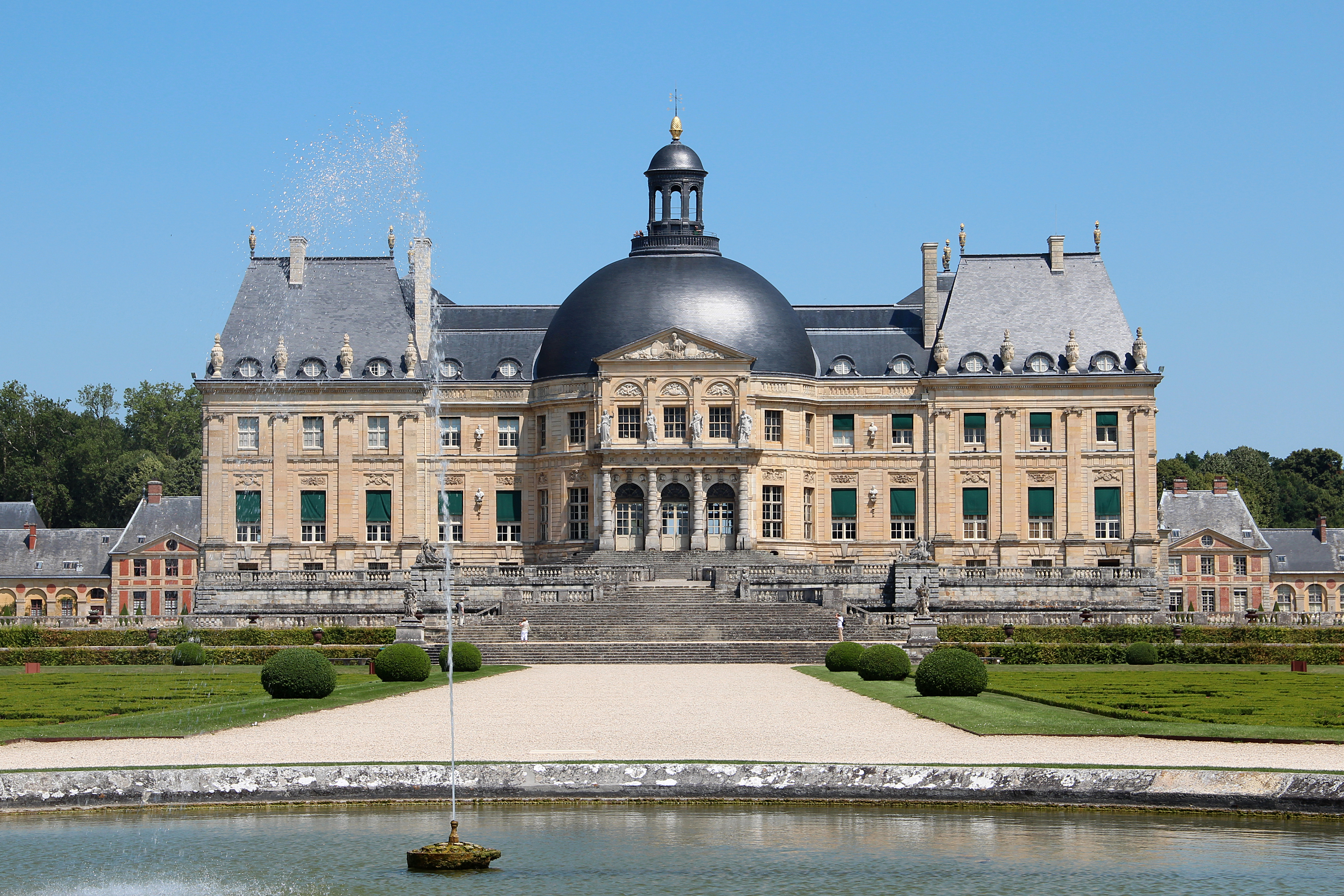
ヴォー＝ル＝ヴィコント城
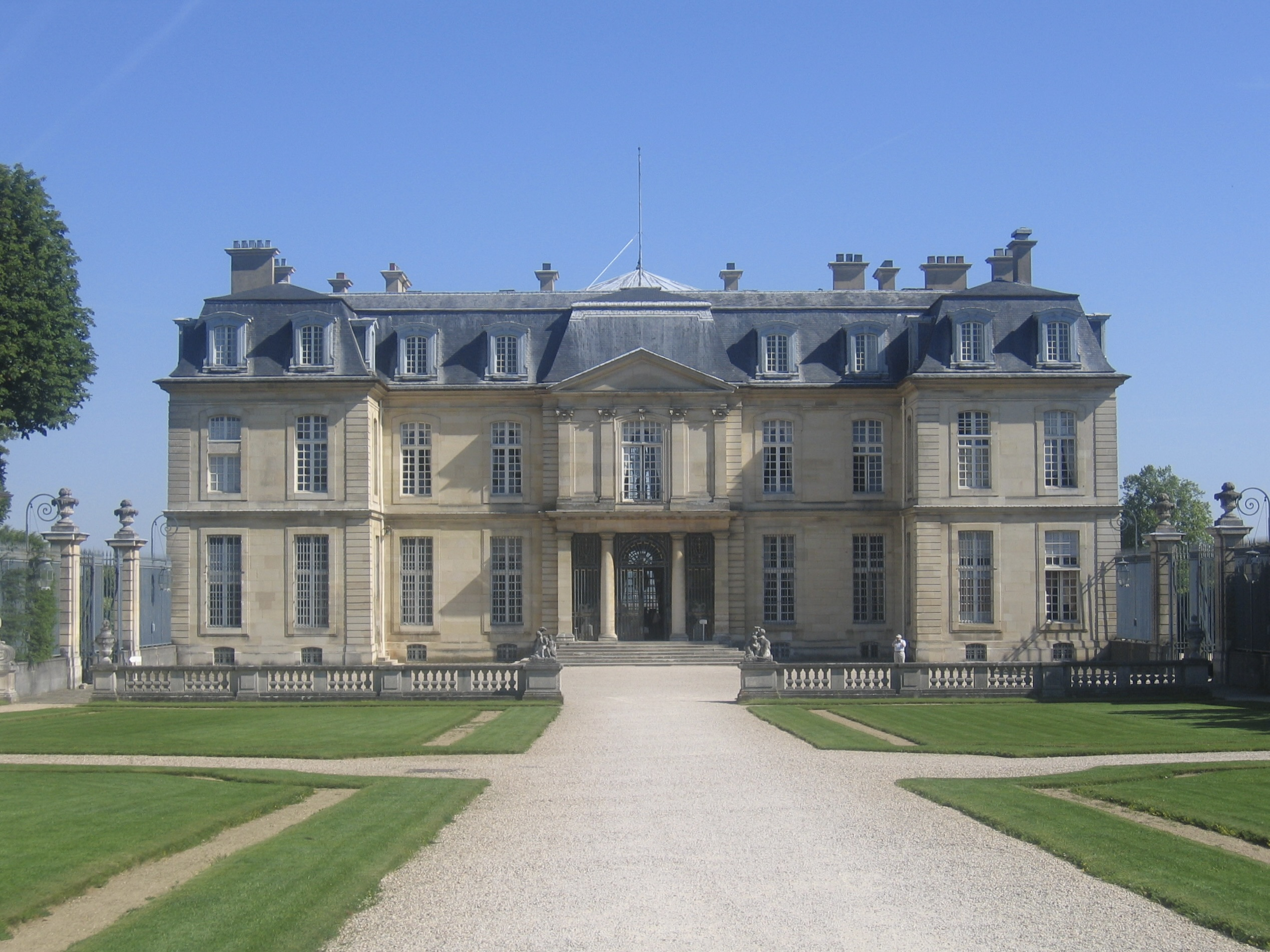
シャン＝シュル＝マルヌ
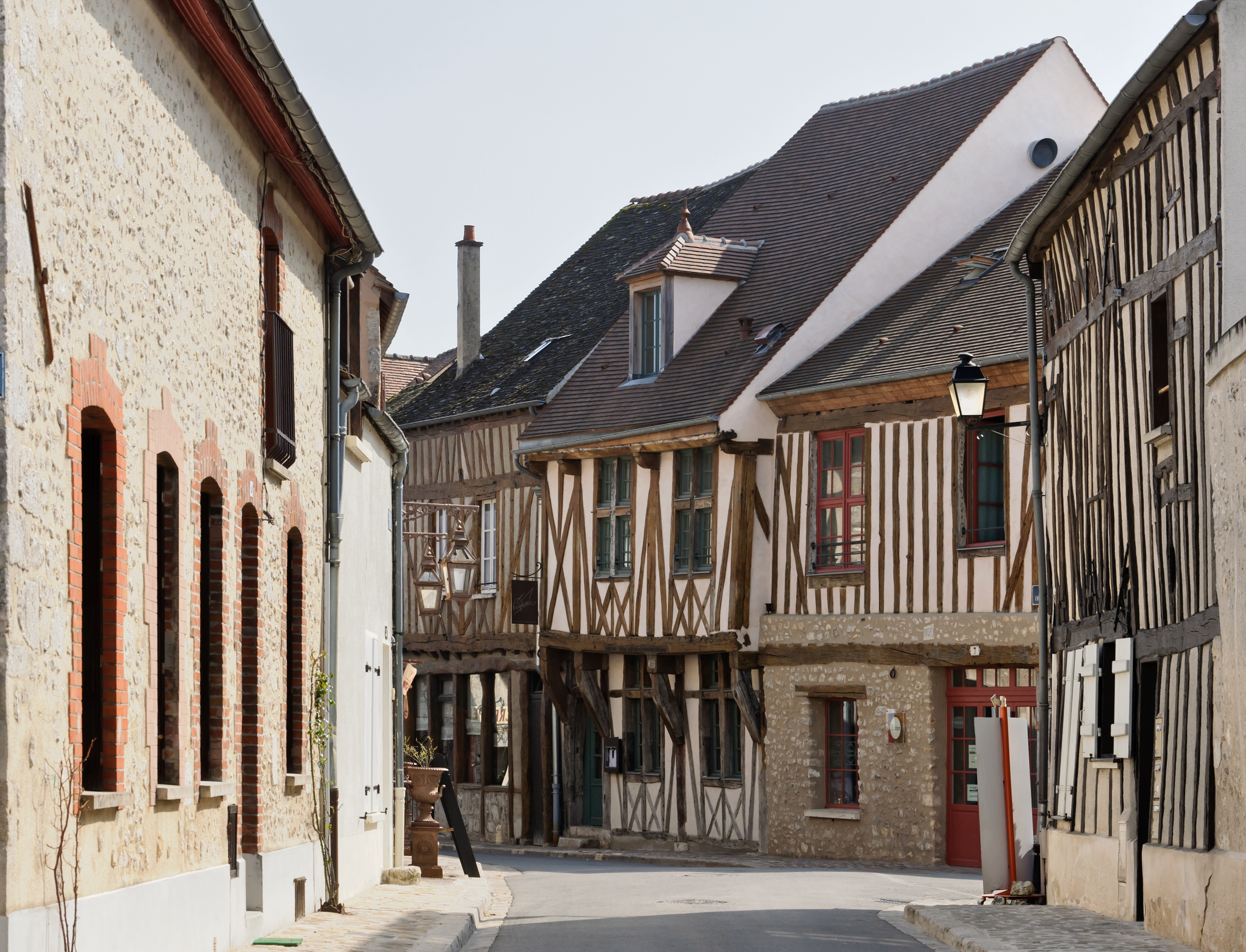
プロヴァン
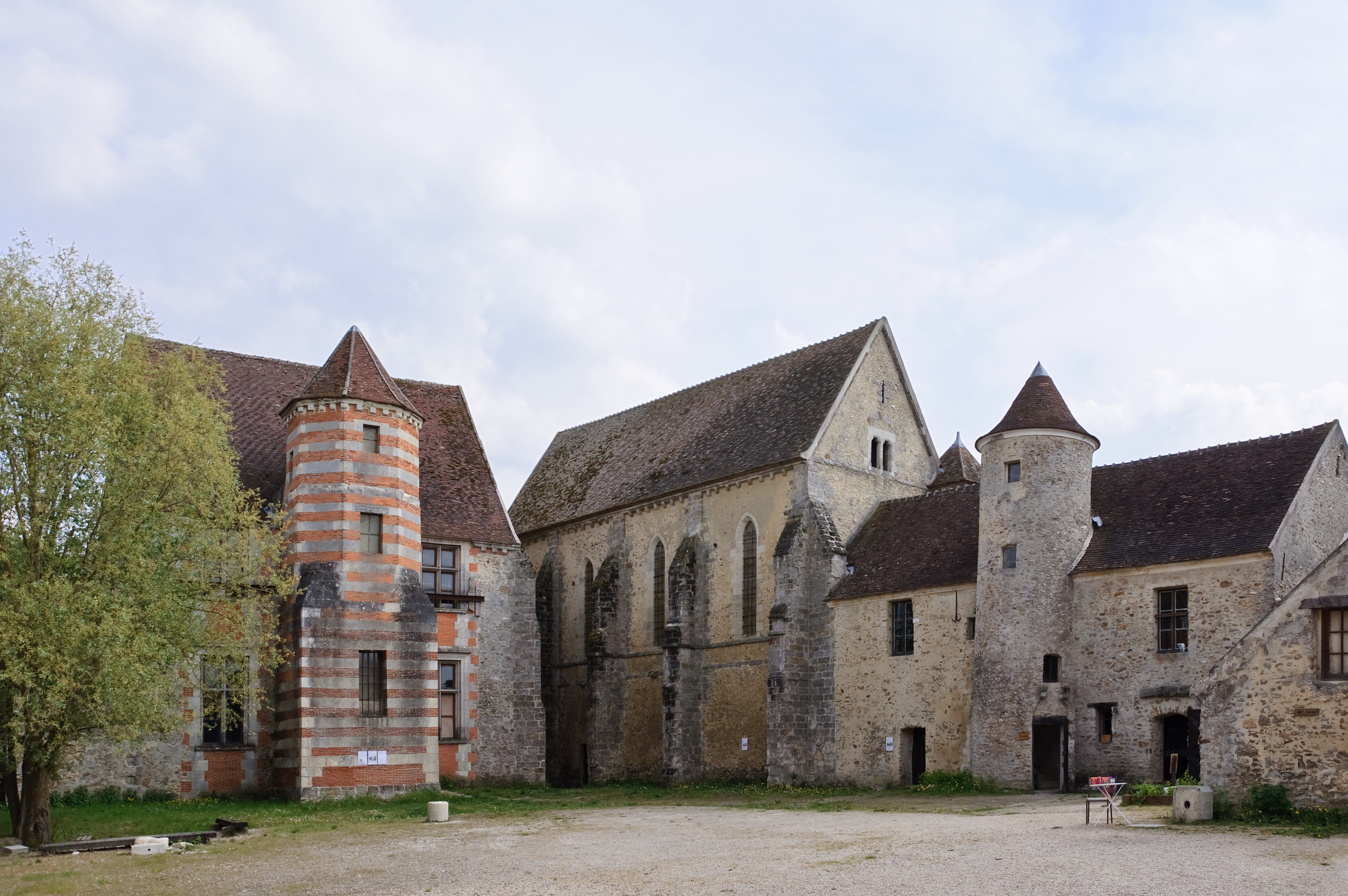
クロミエのコマンドリー
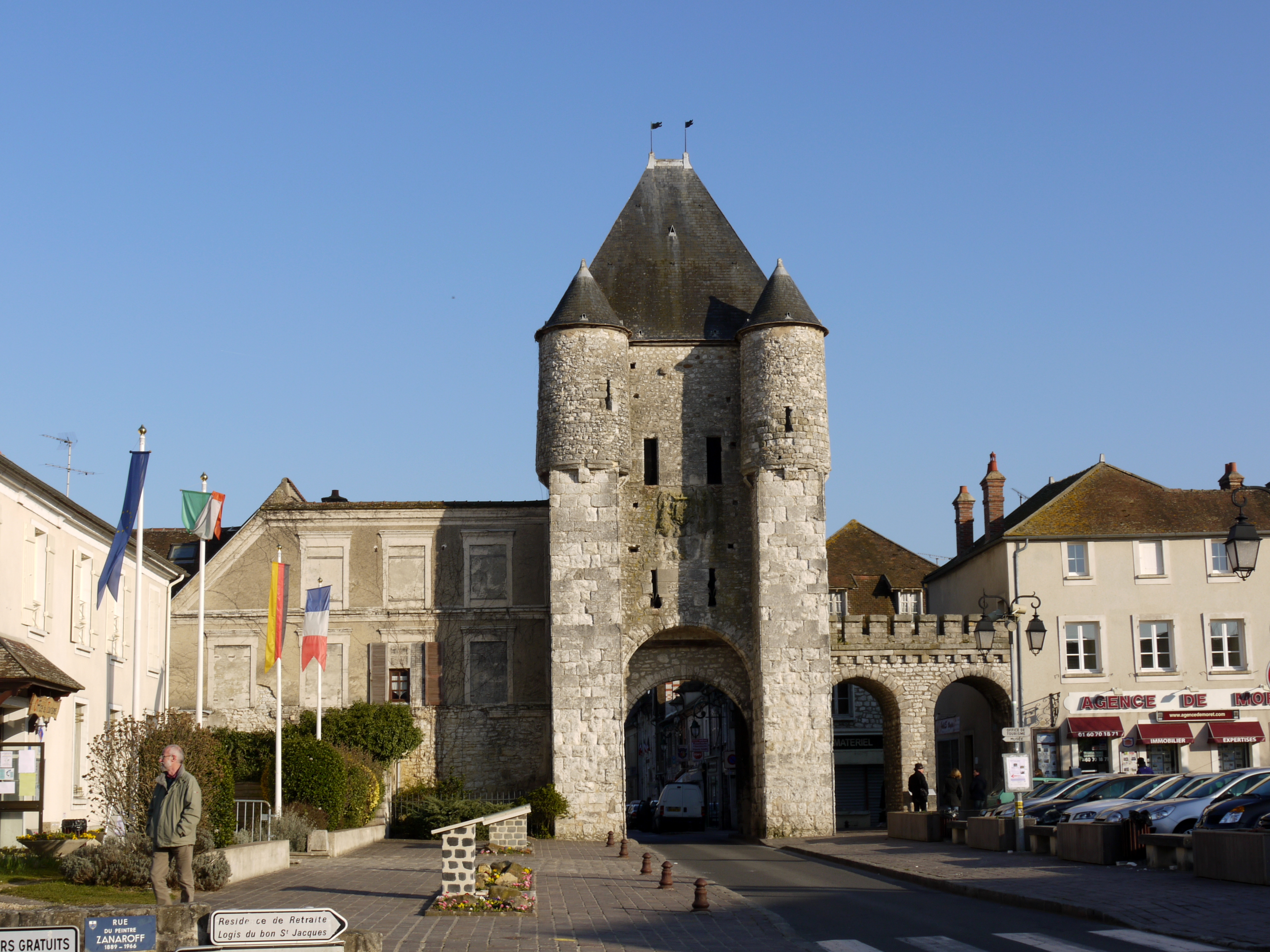
モレ＝シュル＝ロワン
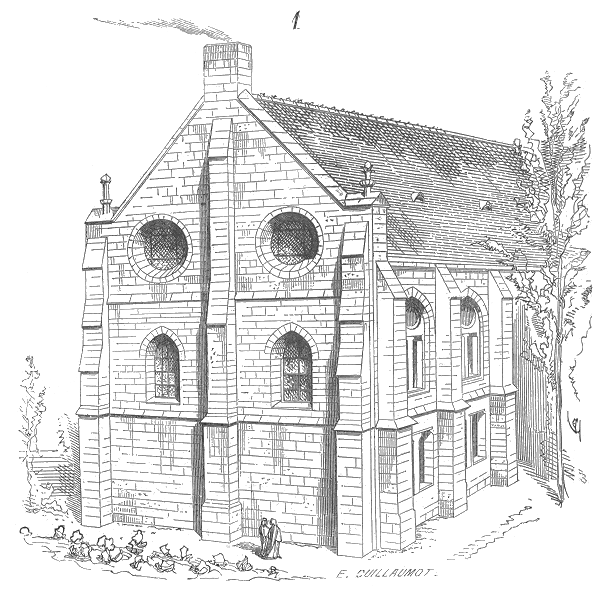
シェル修道院
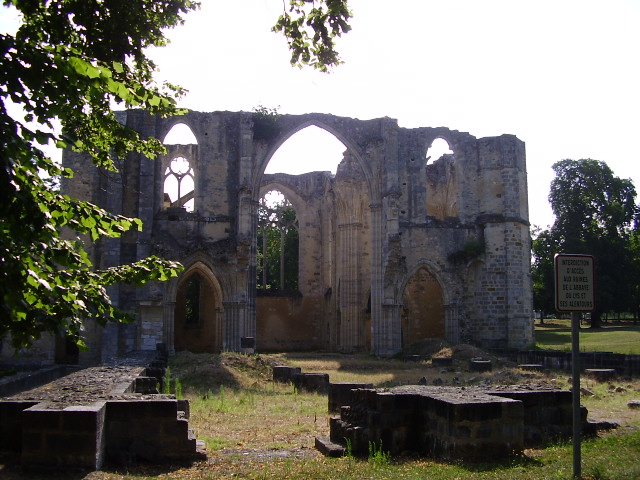
ダマリー＝レ＝リスの旧リス修道院跡

## 出身者
- アンリ・カルティエ＝ブレッソン（写真家）
- イリナ・デミック（女優）
- ソフィー・マルソー（女優）